# Église Saint-Maurice de Fessevillers
Pour les articles homonymes, voir Église Saint-Maurice et Saint-Maurice.
L’église Saint-Maurice de Fessevillers est une église située à Fessevillers dans le département français du Doubs.

## Histoire
En 1177, l'église est mentionnée par l'archevêque de Besançon, Humbert de Scey, dans une missive adressée au prieur de Lanthenans lui confiant la responsabilité de l'église Saint-Maurice,.
L'église actuelle a été construite au XVe siècle et remaniée au XIXe siècle notamment pour son avant-proche.
L'église Saint-Maurice fait l’objet d’une inscription au titre des monuments historiques depuis le 30 mars 1998.

## Rattachement
L'église fait partie de la paroisse de Maîche (dite paroisse du Plateau de Maîche) qui est rattachée au diocèse de Besançon.

## Architecture
De style gothique, l'église est composée d'un avant-porche du XIXe siècle monté sur colonnes. Précédant l'avant porche, un clocher-porche du XVe siècle possède un toit en pavillon et est ajouré par de petites baies en plein cintre. La nef, entièrement reconstruite au XIXe siècle, est caractérisée par l'arc triomphal qui le sépare du chœur,.

## Mobilier
L'église renferme les dalles funéraires de Jean Raspiller, Georges Raspiller, Melchior Schmid et Cunégonde Leymeh, maîtres verriers opérant dans la région au XVIIe siècle.
Elle possède également une statue de Sainte Cécile en bois taillé datant du XVIIe siècle, inscrit à titre objet aux Monuments historiques depuis le 26 juin 2003